# Audun Foss Knudsen
Audun Foss Knudsen (* 1977) ist ein ehemaliger norwegischer Biathlet.
Audun Foss Knudsen lebt in Oslo. Zwischen 1998 und 2000 feierte er als Bestandteil der Vertretung der Region Buskerud bei nationalen Biathlon-Meisterschaften in Norwegen große Erfolge. 1998 gewann er gemeinsam mit Ole Einar Bjørndalen, Frode Andresen und Dag Bjørndalen den Titel. Ein Jahr später konnte die Staffel in Tana mit Ole Kristian Stoltenberg anstelle Ole Einar Bjørndalens nur Dritter werden. 2000 gelang nach der Rückkehr Bjørndalens erneut der Gewinn der Staffelmeisterschaft.